# Wallnau

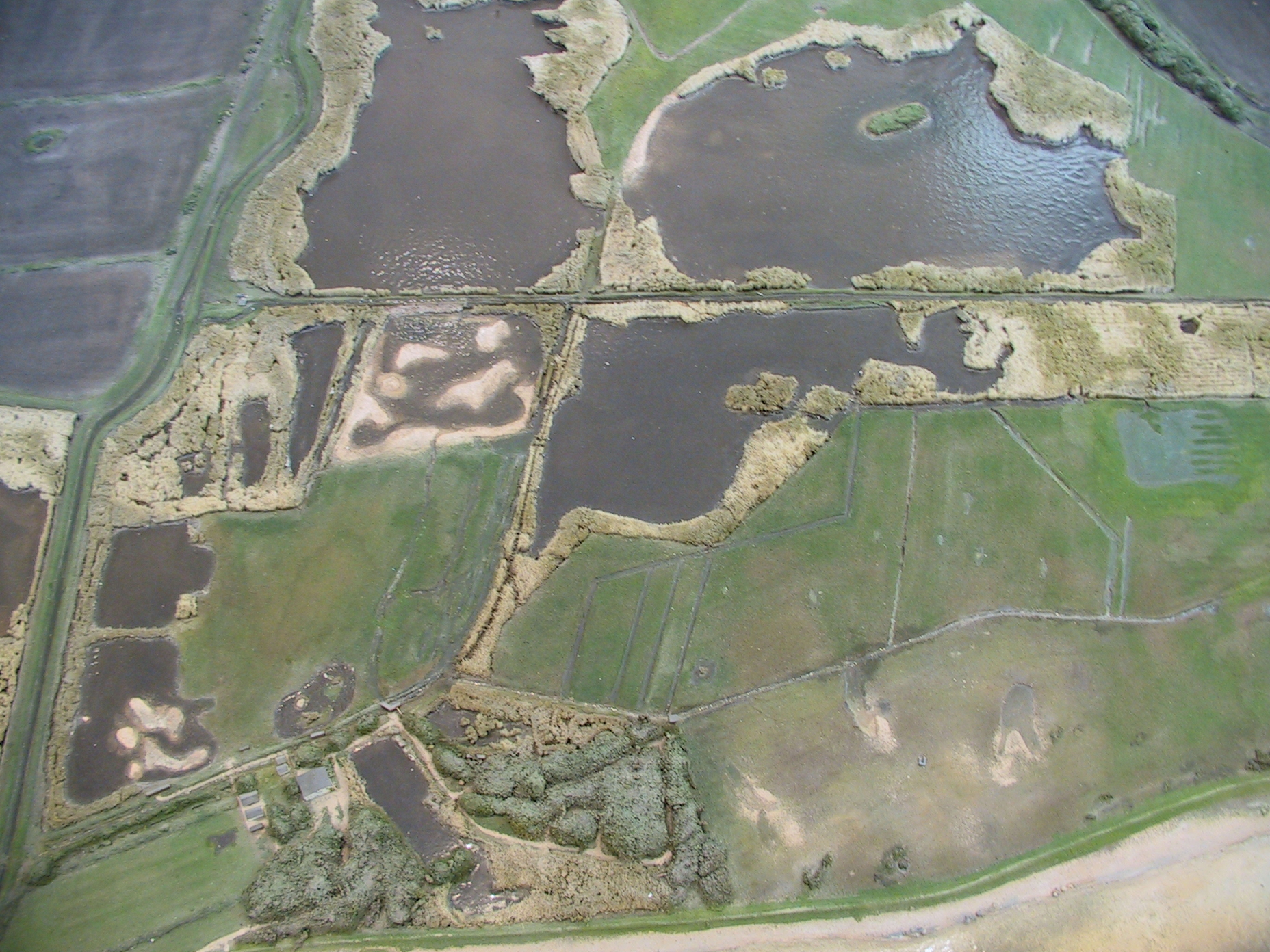
Carte de Wallnau

Wallnau est une réserve ornithologique sur l'île de Fehmarn, en mer Baltique, en Allemagne. Administrée par la société de protection de la nature allemande, NABU, elle constitue un lieu privilégié pour les oiseaux et ornithologues sur les voies de migration entre Sibérie et Europe du Nord et Europe du Sud et Afrique.